# ديفيد أو. برينك
ديفيد أو. برينك (بالإنجليزية: David O. Brink) هو فيلسوف وأستاذ جامعي أمريكي، ولد في 16 يناير 1958 في منيابولس في الولايات المتحدة.